# Mastophora alvareztoroi
Mastophora alvareztoroi là một loài nhện trong họ Araneidae.
Loài này thuộc chi Mastophora. Mastophora alvareztoroi được miêu tả năm 2003 bởi Ibarra & Mauricio Jiménez.